# Vlánkada
Vlánkada, en grec moderne : Βλάγκαδα, est un village du dème des Tzoumerka-Centrales, district régional d'Árta, en Épire, Grèce.
Selon le recensement de 2011, la population du village compte  quatorze habitants.